# Punktrichter
Punktrichter sind zusätzliche Schiedsrichter zum Ringrichter bei Kampfsportarten wie dem Boxen, Kickboxen, oder der MMA (Mixed Martial Arts). Punktrichter bewerten nach speziellen Kriterien die Leistung der beiden kontrahierenden Kampfsportler. Die Ergebnisse werden nach jeder Runde in eine Punktetabelle eingetragen. Nach Errechnen des Gesamtresultats sind die Punkttabellen dem Ringrichter zu übergeben. Die Punktzahl entscheidet bei einem Wettkampf über Sieg, oder Niederlage wenn der Kampf nicht schon zuvor durch ein KO, oder technisches KO entschieden wurde.

## Punktrichter Boxen
Im Boxen gibt es in der Regel drei Punktrichter, gegebenenfalls können aber auch fünf Punktrichter einen Wettkampf beurteilen.

### Wertung mit Ten-Points-Must-System
Im Boxen wird das Ten-Ponts-Must-System genutzt. Dabei erhält der Sieger einer Runde 10 Punkte, der Verlierer 9 Punkte. Der Boxer, welcher weniger Treffer pro Runde landet verliert die Runde und erhält 9 Punkte. Um eine Runde für sich zu entscheiden, werden folgende Kriterien bewertet:
1. Klare Treffer – bei weitem der wichtigste Maßstab. Das Problem hierbei ist, dass es nicht nur um die Anzahl der Treffer geht, sondern auch um die Qualität: hinterlässt ein Treffer eindeutig Schlagwirkung, bringt dies dem schlagenden Boxer fast immer die Runde.
2. Effektive Aggressivität – dazu gehört auch Aktivität. Wenn beide Boxer keine klaren Treffer landen, gewinnt der aktivere Boxer die Runde.
3. Ring Generalship – schwer übersetzbarer amerikanischer Ausdruck, „Überlegenheit im Ring/Ringbeherrschung“ (boxerische Fähigkeiten, Cleverness, Ringstrategie)
4. Verteidigung

Mit jedem Niederschlag wird dem jeweiligen Boxer ein Punkt abgezogen. Jede Runde wird dabei separat gewertet. Nach jeder Runde wird die Wertung jedes Punktrichters dem Kampfgericht übergeben. Wenn ein Boxer in einer Runde sehr viel besser ist als sein Kontrahent erhält er deshalb nicht mehr Punkte. Am Ende des Boxkampfes werden die Punkte aller Runden des jeweiligen Punkterichters addiert. Zu folgenden Entscheidungen kann es am Ende des Kampfes aufgrund der Punktevergabe kommen:
| Wertung                 | Erklärung |
| ----------------------- | --- |
| Unanimous Decision (UD) | Einstimmige Entscheidung: Ein Boxer wird von allen drei Wertungsrichtern nach Addition der Punktzahlen vorne gesehen. |
| Split Decision (SD)     | Geteilte Entscheidung: Ein Boxer wird von zwei Wertungsrichtern nach Addition der Punktzahlen vorne gesehen, sein Gegner hat jedoch vom dritten Juror die Mehrzahl der Punkte erhalten. |
| Majority Decision (MD)  | Mehrheitsentscheidung: Ein Boxer wird von zwei Wertungsrichtern nach Addition der Punktzahlen vorne gesehen, der dritte Punktrichter wertet den Kampf unentschieden. |
| Draw (D)                | Unentschieden: Mindestens zwei Punktrichter haben für beide Boxer die jeweils gleiche Punktzahl notiert. Es ist auch ein Unentschieden, falls nur ein Punktrichter unentschieden gewertet hat und gleichzeitig die beiden anderen Richter den jeweils anderen Boxer als Sieger gesehen haben. |